# 波蘭社會民主黨
波蘭社會民主黨（波蘭語：Socjaldemokracja Polska，缩写为SDPL）是波蘭的一个社會民主主義政黨。

## 成立
波蘭社會民主黨成立于2004年4月，分裂自民主左翼联盟。

## 首次選舉
社民黨在2004年6月首次投入選舉，他們獲得5.3%的選票，拿下歐洲議會3席議員席次。2005年5月，該黨與勞動聯盟、綠黨2004共同參加2005年波蘭議會選舉，但只拿下3.9%的選票，未能跨越5%門檻。领袖馬萊克·博羅夫斯基（Marek Borowski）參選2005年波蘭總統選舉，在第一輪名列第四，獲得10.3%的選票。

## 加入“左翼和民主人士”聯盟
2006年9月3日，社民黨加入“左翼和民主人士”选举联盟。2007年波蘭議會選舉，該聯盟拿下13.2%的席次，掌握53席。社民黨獲得其中10席。
“左翼和民主人士”解散後，8名社民黨議員成立新議會派系「波蘭社會民主黨－新左翼」（Socjaldemoracja Polska - Nowa Lewica, SDPL-NL）。

## 外部連結
- 官方网站